# Holthausen (Steinfeld (Oldb))
Holthausen ist ein Ortsteil der Gemeinde Steinfeld (Oldenburg) im niedersächsischen Landkreis Vechta.

## Geographie

Steinfeld mit Ortsteilen

Holthausen liegt östlich von Steinfeld und ist in viele kleine Siedlungsteile und Bauernhöfe aufgeteilt. Im Osten der Siedlung beginnt das Steinfelder Moor. Auf dem Kokenberg im Norden der Siedlung verläuft die Wasserscheide zwischen Weser und Ems, wie dort auf einem Gedenkstein verzeichnet ist.

## Geschichte
Holthausen wurde erstmals 1146 erwähnt. 1178 wurde von Einwohnern der Bauerschaften Holthausen, Schemde und Mühlen eine Kirche in Steinfeld errichtet, die 1897–1899 von einem gotischen Neubau ersetzt wurde.
1924 wurde eine Volksschule gebaut, in der bis 1975 unterrichtet wurde.
1991 gewann Holthausen die Silbermedaille des bundesweiten Wettbewerbs „Unser Dorf soll schöner werden“.

## Kultur und Sport
Im Schützenverein Steinfeld existiert die Kompanie Steinfeld mit knapp 50 Mitgliedern.

## Verkehr
Die Bundesstraße 214 verläuft durch den Ort und verbindet Steinfeld mit Diepholz.